# Thomas Scott (Oranier-Orden)

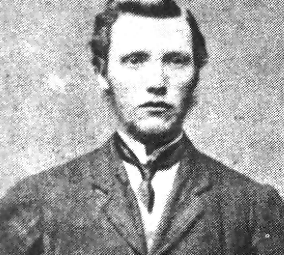
Thomas Scott

Thomas Scott (* um 1842 verm. in Clandeboye, Nordirland; † 4. März 1870 in Upper Fort Garry, Manitoba) war ein Kanadier und Anhänger des Oranier-Ordens, der während der Gründungszeit Kanadas in der Red-River-Rebellion öffentlich bekannt wurde.

## Leben
Seine Jugend verbrachte Scott in Irland, ab etwa 1863 lebte er als Arbeiter in Kanada. 1869 war er als Bauarbeiter bei der Erstellung der Dawson Road beschäftigt, wurde aber entlassen, nachdem er einen Streik angeführt und dabei einen Vorgesetzten mit dem Tod bedroht hatte. Ende 1869 schloss er sich bei Upper Fort Garry einer kleinen Gruppe von rassistischen Anglokanadiern unter John Christian Schultz an, der sog. Canadian Party. Diese strebte die Annexion des fruchtbaren Landes am Red River durch Kanada an, um es an Neusiedler aus Ontario und England zu verteilen.
Diese Gruppe versuchte, die Red-River-Rebellion zu bekämpfen, wurde aber während eines Angriffs am 7. Dezember 1869 durch die Gefolgsleute des Rebellenführers Louis Riel gefangen genommen und in Upper Fort Garry inhaftiert. Während seiner Gefangenschaft bedrohte und beleidigte er wiederholt seine Wächter und drohte, Riel nach Erlangung der Freiheit zu ermorden. Er versuchte zu fliehen, wurde aber von Riels Leuten gefasst und zuletzt wegen Erhebung öffentlichen Aufruhrs auf juristisch fragwürdiger Grundlage exekutiert.

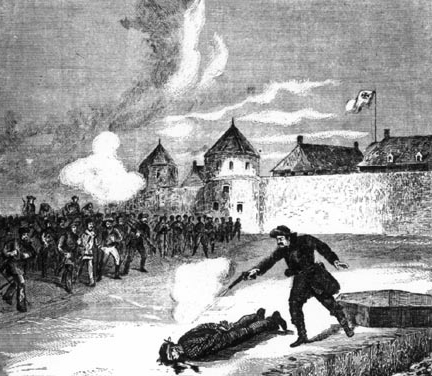
Grafik der Exekution Scotts vor Upper Fort Garry aus der Canadian Illustrated News vom 23. April 1870. Entgegen der Darstellung wurde Scott aber nicht von Riel selbst exekutiert.

## Folgen von Scotts Hinrichtung
Die Nachricht von Scotts Tod führte in Ontario zu Empörung unter der vorwiegend englischsprachigen und protestantischen Bevölkerung (die unter Riel rebellierenden Métis am Red River waren frankophon und katholisch). Zwar wurden nach Verhandlungen im Mai mit dem Manitoba Act die Provinz Manitoba mit dem 1873 in Winnipeg umbenannten Upper Fort Garry als Hauptstadt geschaffen und den meisten Forderungen der Métis berücksichtigt. Wohl aufgrund der Hinrichtung Scotts verweigerte Premierminister John Macdonald aber der Provisorischen Regierung eine Amnestie und schickte Truppen in einer sogenannten „Friedensmission“ nach Upper Fort Garry. Da viele der Soldaten aus Toronto aber ausdrücklich mit dem Ziel losmarschierten, Riel zu lynchen, traute die Provisorische Regierung dem Frieden nicht, räumte das Fort und flüchtete ins Exil.
Der bis dahin eher unbekannte und als abschätzig und gewaltsam attributierte Scott wurde zu einem Märtyrer und sein Tod zum Hauptgrund für die Verweigerung einer Amnestie für Riel. Auch die Entscheidung zur gewaltsamen Niederschlagung der Nordwest-Rebellion von 1885 und der anschließenden Hinrichtung Riels wurden von Scotts Exekution stark beeinflusst. Riels Hinrichtung wiederum führte zu großen Protesten unter der frankophonen katholischen Bevölkerung Kanadas.